# Pato-de-rabo-alçado

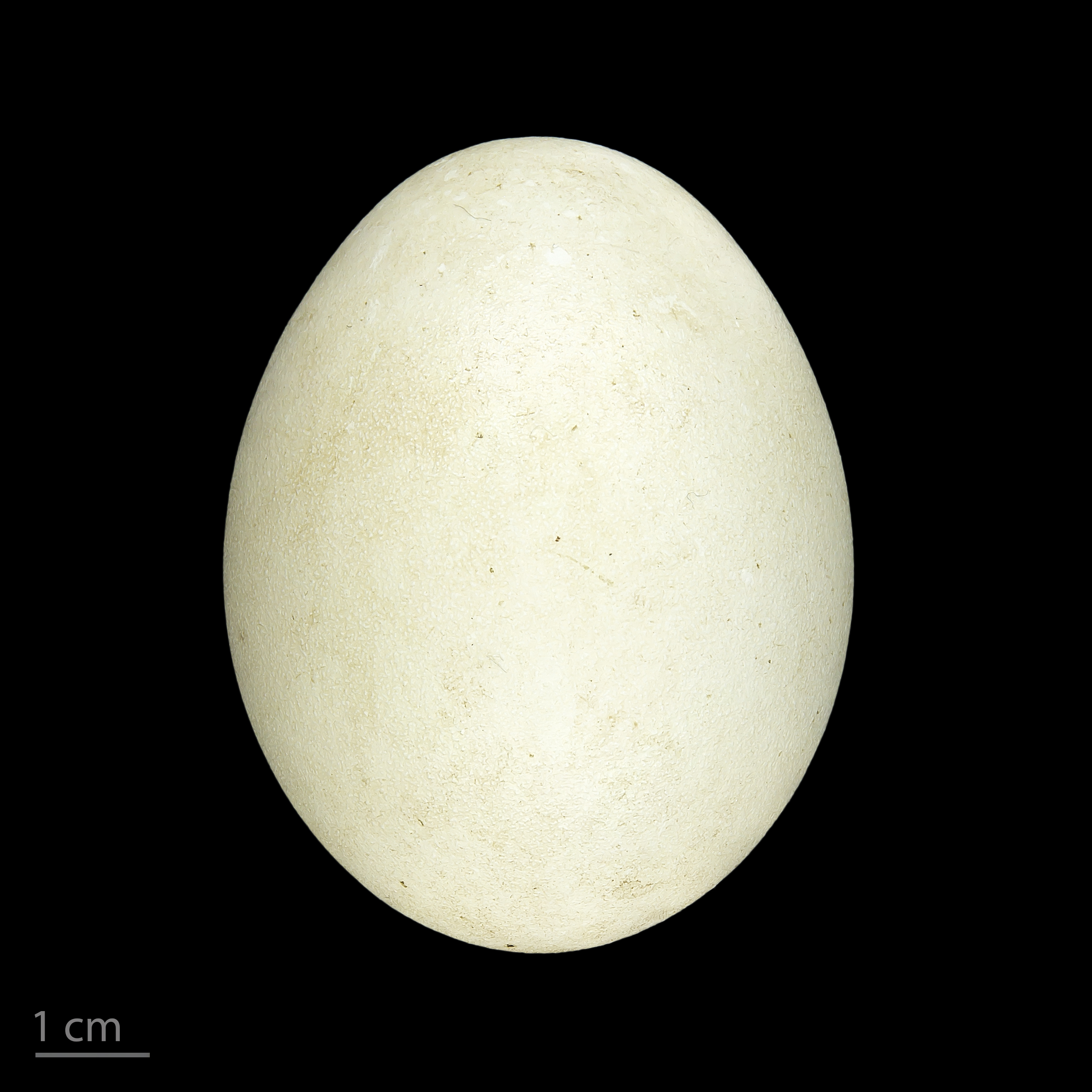
Oxyura leucocephala - MHNT

Pato-de-rabo-alçado-europeu, pato-rabo-alçado-europeu, pato-de-rabo-alçado ou marreca-de-cabeça-branca[carece de fontes?] (Oxyura leucocephala) é uma ave da família Anatidae. O macho tem as faces brancas e o bico azul com uma protuberância, mantendo frequentemente a cauda levantada. A fêmea é mais acastanhada, mas também tem a protuberância no bico. Esta espécie só pode ser confundida com o pato-de-rabo-alçado-americano.
Este pato distribui-se de forma muito fragmentada pela bacia do Mediterrâneo, pelo Cáucaso e por certas zonas da Ásia Central. A nível europeu, conta com importantes populações em Espanha e na Turquia. Actualmente a espécie encontra-se muito ameaçada.
Apesar da proximidade dos locais de reprodução situados na vizinha Andaluzia, em Portugal a ocorrência do pato-de-rabo-alçado é acidental.

## Subespécies
A espécie é monotípica (não são reconhecidas subespécies).